# Federazione delle associazioni sportive cattoliche italiane
La Federazione delle Associazioni Sportive Cattoliche Italiane (FASCI) nasce il 23 agosto del 1906 ad Oropa, in provincia di Novara, dal conte Mario di Carpegna ad opera di un gruppo di 16 società sportive. Il suo organo informativo ufficiale era Stadium.
La FASCI assume il compito di organizzare lo sport cattolico. È indipendente dalla Gioventù cattolica italiana (che poi diventerà l'Azione cattolica) che tuttavia nominerà di diritto 9 dei 18 membri del suo consiglio direttivo. La FASCI è una associazione riservata esclusivamente agli atleti maschi.
All'interno del mondo cattolico si apre un acceso dibattito tra i fautori della ginnastica come unica espressione di attività fisica e i fautori di un allargamento alle attività sportive in genere. La ginnastica è reputata più adatta alla formazione del giovane cattolico per temprarlo alle vicende della vita mentre lo sport appare addirittura pericoloso e troppo legato ad interessi lucrativi.
Alla fine, al di là di ogni dibattito, sarà la realtà a determinare l'indirizzo, la realtà è che i giovani scelsero le attività sportive, in particolare il gioco del calcio. E a quel punto la Chiesa cattolica dovette organizzarsi ad accogliere nei suoi oratori le attività sportive.
La FASCI, dopo la sua fondazione, cresce in modo esponenziale, raggiungendo nel 1910 (appena 4 anni dopo la sua fondazione, ben 204 società federate per un totale di 10.000 iscritti, superando così la Federazione Ginnastica d'Italia. La FASCI, oltre alla presidenza nazionale, in struttura in Consigli regionali, il primo dei quali a costituirsi fu quello del Piemonte, seguito dal Lazio da Emilia-Marche (unico comitato), Veneto, Toscana, Sicilia e man mano tutte le altre regioni. Oltre alla partecipazione ai concorsi ginnico-sportivi, le attività svolte dalle Società della FASCI erano:
- ginnastica
- ciclismo
- filodrammatica
- turismo
- podismo
- atletica
- corsa campestre
- nuoto
- calcio
- scherma
- tiro alla fune
- marcia
- bande musicali
- football americano
- fotografia

Sin dai primi anni della sua attività, la FASCI curava anche la formazione dei tecnici, ma soprattutto è con la FASCI che per la prima volta in campo sportivo si pensa ad una assicurazione contro gli infortuni, grazie alla iniziativa del Circolo sportivo Valdocco di Torino che stipula il primo contratto con l'Italiana Assicurazioni.
La FASCI entra a far parte nel 1911 della UIOCEP (Unione internazionale delle opere cattoliche di educazione fisica) assieme ad altri 9 paesi (tutti europei tranne il Canada), che raccoglieva 2.000 società e 150.000 iscritti e alla cui presidenza fu chiamato il presidente nazionale della FASCI, il conte Mario di Carpegna. L'UIOCEP sospese le sue attività nel 1939 con lo scoppio del secondo conflitto mondiale e risorse nel 1946 con il nome di FICEP (Federazione internazionale cattolica di educazione fisica e sportiva), attualmente ancora esistente.
Nel 1923 l'Azione Cattolica dà vita anche al movimento "Forza e grazia", associazione analoga alla FASCI ma dedicata esclusivamente alle donne, la cui fondatrice e presidente nazionale fu Armida Barelli. Forza e grazia, antesignana poi della Federazione Attività Ricreative Italiane (FARI), si occupava prevalentemente di attività ginnico-sportive; le sue società, al pari di quelle della FASCI furono oggetto di vessazioni continue da parte del regime fascista che vedeva negativamente i movimenti sportivi che non fossero inquadrati nell'ENEF e nell'Opera nazionale balilla. FASCI e Forza e Grazia furono costrette così a disciogliersi nel 1927 in esecuzione del Regio Decreto 6 novembre 1926, n. 1848 (Testo Unico delle Leggi di Pubblica Sicurezza - TULPS), che stabiliva lo scioglimento di tutti i partiti, sindacati, associazioni e organizzazioni non fasciste e che venne emanato d'urgenza dal Governo fascista, appena una settimana dopo il fallito attentato subito da Benito Mussolini ad opera del giovanissimo anarchico Anteo Zamboni a Bologna in occasione della cerimonia di inaugurazione del nuovo Stadio Littoriale (ora Stadio Renato Dall'Ara). Successivamente allo scioglimento di tutte le associazioni e organizzazioni politicamente "laiche", le varie attività di rilevanza sociale e di massa, ivi comprese quelle sportive, passarono sotto la gestione ed i programmi del Partito Nazionale Fascista, delle sue Organizzazioni sportive (ENEF e ONB) e degli organi di governo locali e nazionali, senza più possibilità di vita democratica e libera iniziativa.
Rinacquero nel 1944, rispettivamente con le sigle di CSI e FARI, che successivamente si unificarono nel congresso di Pesaro del 20-23 maggio 1971,  sotto l'unica sigla dell'attuale il Centro Sportivo Italiano (CSI).